# Nothocasis knyvetti
Nothocasis knyvetti är en fjärilsart som beskrevs av Louis Beethoven Prout 1958. Nothocasis knyvetti ingår i släktet Nothocasis och familjen mätare. Inga underarter finns listade i Catalogue of Life.